# 郭政權
郭政權（1953年—），中華民國（台灣）政治人物及企業家，曾代表中國國民黨在台中縣選區當選為第二、三屆立法委員。
郭政權是長億集團董事長楊天生的姪女婿，於2004年起擔任該集團旗下長生國際公司總經理。